# Horologioninos
Horologioninos (Horologionini) é uma tribo monotípica de carabídeos da subfamília Trechinae.

## Gênero
- Horologion Valentine, 1932